# Venice (Nebraska)
Venice je naseljeno područje za statističke svrhe u američkoj saveznoj državi Nebraska. Prema popisu stanovništva iz 2010. u njemu je živjelo 75 stanovnika.